# 푸른교실 · 선생님 안녕 (OST)
《푸른교실 · 선생님 안녕 (OST)》는 1976년 공개된 영화 《푸른 교실》과 1977년 공개된 영화 《선생님 안녕》의 사운드트랙을 모은 음반이다.

## 곡 목록
다음 곡 목록은 LP 기준이다.
Side one
1. "푸른 교실 (김인순)"  (이철혁 작사 / 이철혁 작곡)
2. "사랑의 기쁨 (전영록)"  (이철혁 작사)
3. "푸른 교실 inst."
4. "선생님 안녕 inst." (이철혁 작곡)
5. "엄마 inst."

Side two
1. "선생님 안녕 (김인순)"  (이응천 작사 / 이철혁 작곡)
2. "그리고 둘이는 (김인순)"  (이필원 작사 / 이철혁 작곡)
3. "정말 (현이와 덕이)" (장덕 작사 / 장덕 작곡)
4. "사랑의 테마 inst."
5. "모찰트 콘첼트 No.21 inst."